# Freiberg am Neckar
Freiberg am Neckar är en kommun och ort i Landkreis Ludwigsburg i regionen Stuttgart i Regierungsbezirk Stuttgart i förbundslandet Baden-Württemberg i Tyskland.  Orten har cirka 15 480 invånare år 2011.
Kommunen ingår i kommunalförbundet Freiberg am Neckar tillsammans med kommunen Pleidelsheim.